# Purrr!
Purrr! è l'EP di debutto della rapper statunitense Doja Cat, pubblicato il 5 agosto 2014.

## Tracce
1. Beautiful – 3:47
2. Nunchucks – 3:15
3. So High – 3:20
4. No Police – 4:00
5. Control – 3:40

## No Police
No Police implementa un sample di We Can't Be Friends di Dream Koala, produttore della canzone.